# Tote Stadt III
Tote Stadt III ist ein expressionistisches Gemälde von Egon Schiele aus dem Jahr 1911. Es hatte sich bis zu dessen Tod im Eigentum des Wiener Kabarettisten Fritz Grünbaum befunden und gelangte nach den Wirren der NS-Zeit schließlich durch Tausch mit dem New Yorker Kunsthändler Otto Kallir an den Kunstsammler Rudolf Leopold. Aufgrund des Verdachts, NS-Raubkunst zu sein, wurde es 1998 bei einer Ausstellung in New York City beschlagnahmt, im folgenden Jahr aber wieder an die Sammlung Leopold der Leopold-Museum-Privatstiftung herausgegeben.

## Beschreibung
Das Gemälde ist ein kleines Werk auf Holz mit den Maßen 37,3 × 29,8 Zentimeter und eine Variation des mehrfach ausgeführten Motivs einer Sicht auf die böhmische Stadt Český Krumlov, mit deutschem Namen Krumau, vom Schlossberg aus gesehen. Es ist die Geburtsstadt der Mutter Schieles, in die der Maler sich mehrfach aus dem Wiener Großstadtleben zurückzog. Das Bild zeigt eine Häusergruppe, an drei Seiten von einem tiefblauen Ring, der die Moldau symbolisiert, umschlossen, so dass die Ortschaft isoliert und in einem unbestimmbaren, abstrakten Raum zu schweben scheint. In dem Gemälde wird die Entwicklung des Künstlers gesehen, Darstellungen der Natur nicht nur als Ausdruck für Stimmungen und Empfindungen zu nutzen, sondern als Träger tiefsinniger und hintergründiger Inhalte. Die Stadt wird im besten Sinne einer nature morte zum Stillleben, „geheimnisvoll und visionär aus dem Dunkel auftauchend“.

## Provenienz
Tote Stadt III wurde von dem Kunsthistoriker Arthur Roessler (1877–1955) direkt vom Künstler gekauft, von diesem an den Rechtsanwalt Alfred Spitzer (1861–1923) weiterveräußert und schließlich zwischen 1925 und 1928 durch den Wiener Kabarettisten Fritz Grünbaum (1880–1941) erworben. Fritz Grünbaum wurde im KZ Dachau ermordet, seine Frau Lilly Grünbaum (1898–1942) in das Vernichtungslager Maly Trostinez gebracht, wo sie ebenfalls ermordet wurde. Am 22. Mai 1956 verkaufte Mathilde Lukacs, die Schwester von Lilly Grünbaum, die Tote Stadt III an die Kunsthandlung Klipstein & Kornfeld in Bern, von dort wurde es am 24. September 1956 an Otto Kallir, Inhaber der Galerie St. Etienne in New York weiterveräußert. 1958 erwarb Rudolf Leopold das Gemälde wiederum von der Galerie St. Etienne.
Bei einer Schiele-Retrospektive in New York wurde das Gemälde am 7. Januar 1998 beschlagnahmt, mit zahlreichen weiteren Werken Schieles aus der Sammlung Leopold, welche im Museum of Modern Art ausgestellt waren. Am 1. Januar 1998 erwirkten die in den USA lebenden Verwandten Fritz und Lilly Grünbaums aufgrund eines Herausgabeverlangens die Beschlagnahme des Bildes durch die New Yorker Staatsanwaltschaft, wie auch die Sicherstellung des Bildnis Wally auf Antrag der Erben von Lea Bondi-Jaray. Im Mai 1998 wurde die gerichtliche Anordnung bezüglich der Toten Stadt III aufgehoben, da die Erbberechtigung in diesem Fall nicht nachgewiesen werden konnte, das Bild kam zurück in die Sammlung Leopold nach Wien, wo es seit der Eröffnung des Leopold Museums im September 2001 ausgestellt ist. Der Rechtsstreit um das Bildnis Wally dauerte bis Juli 2010 an.